# لاري وير
لاري وير (بالإنجليزية: Larry Weir)‏ هو منتج أسطوانات وملحن وصحفي أمريكي، ولد في 11 أبريل 1952.

## وصلات خارجية
- الموقع الرسمي
- لاري وير على موقع ميوزك برينز (الإنجليزية)
- لاري وير على موقع ديسكوغز (الإنجليزية)